# Emirado Islâmico do Afeganistão (1996–2001)
```
   |-
       |
Erro:
:  
valor não especificado para "
nome_comum
"
```

Emirado Islâmico do Afeganistão (em pastó, د افغانستان اسلامي امارت‎), também conhecido como Primeiro Emirado Islâmico do Afeganistão, foi um estado parcialmente reconhecido internacionalmente, quando a maior parte do regime islâmico estabelecido pelos fundamentalistas talibãs quando tomaram a cidade de Cabul e obrigaram as autoridades anteriores, também fundamentalistas, a fugir. No auge, controlou 90% do território afegão, o restante governando a Aliança do Norte. Este governo foi derrubado com a invasão dos Estados Unidos em 2001.

## História
O Talibã e seu governo surgiu a partir do caos que se encontrava o Afeganistão após a invasão soviética. Começou como um movimento político-religioso fundamentalista islâmico composto de estudantes das madraças na região de Helmand e Candaar, no Afeganistão. Surpreendentemente pashtuns étnicos locais, misturaram códigos tribais dos Pashtunwali com elementos do ensinamento islâmico Deobandi para formar o movimento talibã, uma ideologia fundamentalista islâmica antiocidental, antimoderna e altamente restritiva que governaria o país.
Espalhando de Candaar, o Talibã, por fim apreendeu Cabul em 1996. Até o final de 2000, o Talibã foi capaz de capturar 90% do país, além de fortalezas da oposição afegã ( a Aliança do Norte) principalmente encontradas na região nordeste da província de Badaquistão. O Talibã tentou impor uma interpretação estrita da lei islâmica, a Sharia, e depois foram apontados como partidários dos mujahideen, principalmente por abrigar rede de Osama bin Laden, a Al-Qaeda.
Durante a história de cinco anos do Emirado islâmico, grande parte da população experimentou restrições à sua liberdade e às violações dos direitos humanos. As mulheres eram proibidas de trabalhar, as meninas proibidas de frequentar escolas ou universidades. Aqueles que resistiram foram punidos imediatamente. Os comunistas foram sistematicamente erradicados e os ladrões foram punidos por amputar uma de suas mãos ou pés. 
Os talibãs conseguiram quase erradicar a maior parte da produção de ópio em 2001, que no entanto foi sempre uma importante fonte de rendimento para os senhores da guerra afegãos, e os Taliban não foram excepção.
Após o tratamento duro do Talibã às etnias xiitas do Afeganistão, o Irã intensificou a assistência à Aliança do Norte. As relações com o Talibã se deterioraram ainda mais em 1998, após as forças talibãs tomarem o consulado iraniano em Mazar-e Sharif e executarem diplomatas iranianos. Na sequência deste incidente, o Irã quase entrou em guerra com o Talibã no Afeganistão, mas a intervenção do Conselho de Segurança das Nações Unidas e dos Estados Unidos impediram uma iminente invasão iraniana.

## Reconhecimento internacional
Somente o Paquistão, Arábia Saudita e os Emirados Árabes Unidos reconheceram o governo talibã. O Estado não foi reconhecido pelas Nações Unidas. O Turquemenistão, no entanto, era conhecido por ter realizado reuniões oficiais e acordos com os ministros do governo talibã.
Uma das razões para essa falta de reconhecimento internacional foi o desprezo do Talibã pelo direito internacional, como demonstrado por suas ações ao assumir o poder. Por exemplo, um dos primeiros atos do Emirado Islâmico foi o assassinato do ex-presidente do Afeganistão Mohammad Najibullah. Antes do Talibã ter sequer tomado o controle da capital do Afeganistão, enviou uma equipe para prender, torturar, mutilar e matar Najibullah, deixando seu corpo pendurado em um poste de luz fora do palácio presidencial por dois dias. Como Najibullah estava hospedado no complexo das Nações Unidas em Cabul, isto era uma violação do direito internacional.  Como mais um exemplo, o regime talibã foi também fortemente criticado pelo assassínio de diplomatas iranianos no Afeganistão em 1998.

## Chefes de estado
| Nome | Nome                  | Retrato | Duração de vida | Mandato                | Mandato                | Mandato          | Partido político |
| Nome | Nome                  | Retrato | Duração de vida | Início da posse        | Fim da posse           | Duração da posse | Partido político |
| --- | --------------------- | ------- | --------------- | ---------------------- | ---------------------- | ---------------- | ---------------- |
| | Mulá Mohammed Omar    |         | 1960–2013       | 27 de setembro de 1996 | 13 de novembro de 2001 | 5 anos, 47 dias  | Talibã           |
| Emir e Comadante dos Fiéis; o Emirado Islâmico nunca alcançou amplo reconhecimento internacional, apesar de controlar cerca de 90% do território afegão; Deposto | Mulá Mohammed Omar    |         | 1960–2013       |                        |                        |                  |                  |
| | Mulá Mohammad Rabbani |         | 1955–2001       | 27 de setembro de 1996 | 13 de abril de 2001    | 4 anos, 198 dias | Talibã           |
| Chefe do Conselho Supremo; Vice-Líder do Talibã; Morreu no escritório                                                                                            | Mulá Mohammad Rabbani |         | 1955–2001       |                        |                        |                  |                  |
| | Mulá Abdul Kabir      |         | n. 1958         | 16 de abril de 2001    | 13 de novembro de 2001 | 211 dias         | Talibã           |
| Chefe Interino do Conselho Supremo; Deposto | Mulá Abdul Kabir      |         | n. 1958         |                        |                        |                  |                  |